# Zagaj (powiat turecki)
Zagaj – wieś w Polsce położona w województwie wielkopolskim, w powiecie tureckim, w gminie Dobra.
W latach 1975–1998 miejscowość należała administracyjnie do województwa konińskiego.
Przez miejscowość Zagaj przebiegała linia obrony przeciwczołgowej zbudowanej przez wojska niemieckie w czasie II wojny światowej. Nigdy nie została ona wykorzystana.